# Riponne-Maurice-Béjart (métro de Lausanne)
Pour les articles homonymes, voir Maurice Béjart et Béjart.
Riponne-Maurice-Béjart est une station de métro de la ligne M2 du métro de Lausanne, située place de la Riponne dans le quartier Centre, à Lausanne, chef-lieu du canton de Vaud. Elle dessert notamment la vieille-ville et à proximité immédiate on retrouve plusieurs monuments comme la cathédrale, la basilique Notre-Dame du Valentin ou le palais de Rumine.
Mise en service en 2008, elle a été conçue par les architectes Luca Merlini et Emmanuel Ventura (M + V).
C'est une station, équipée d'ascenseurs, qui est accessible aux personnes à mobilité réduite.

## Situation sur le réseau
Établie à 492 mètres d'altitude, la station Riponne-Maurice-Béjart est établie en souterrain au point kilométrique (PK) 1,925 de la ligne M2 du métro de Lausanne, entre les stations Lausanne Flon (direction Ouchy-Olympique) et Bessières (direction Croisettes).

## Histoire
Comme toute la partie nord de la ligne, les travaux de construction de la station débutent en 2004 et elle est mise en service le 27 octobre 2008, lors de l'ouverture à l'exploitation de la ligne M2. Son nom a pour origine à la fois la place de la Riponne, sous laquelle elle se situe et le chorégraphe français Maurice Béjart (1927-2007), qui a vécu dans la capitale vaudoise à la fin de sa vie. Elle est réalisée par les architectes Luca Merlini et Emmanuel Ventura (M + V), qui ont dessiné une station sur deux niveaux, une mezzanine surplombe les voies, afin de tirer parti du relief.
En 2012, elle était la troisième station la plus fréquentée de la ligne, avec 2,901 millions de voyageurs, derrière Lausanne-Flon et Lausanne-Gare.

## Service des voyageurs

### Accès et accueil
La station compte trois accès : un édicule situé au milieu de la partie sud de la place de la Riponne avec un escalier et un escalier mécanique donnant sur la mezzanine, un autre placé à l'est vers la rue de la Madeleine équipé de deux ascenseurs et d'un escalier donnant lui aussi sur la mezzanine. Enfin, le dernier accès se fait depuis la place Marc-Louis Arlaud située au sud et en contrebas de la place de la Riponne, équipé d'un escalier et d'un escalier mécanique. Elle dispose de deux quais, équipés de portes palières, encadrant les deux voies.

### Desserte
La station Riponne-Maurice-Béjart est desservie tous les jours de la semaine, la ligne fonctionnant de 5 h 15 à 0 h 45 du matin (1 h du matin les vendredis et samedis soir) environ, par l'ensemble des circulations qui parcourent la ligne, en intégralité ou de Lausanne-Gare à Sallaz uniquement. Les fréquences varient entre 2,5 et 7,5 minutes selon le jour de la semaine,. La station est fermée en dehors des heures de service de la ligne.

### Intermodalité
Des correspondances sont possibles à distance avec les lignes de trolleybus des TL 1, 2, 7 et 8.